# جايسون ألدين (مغني)
جايسون ألدين (بالإنجليزية: Jason Aldean) (و. 1977  م) هو مغني، وكاتب أغاني، ومغن مؤلف أمريكي، ولد في جورجيا، بدأ مشواره المهني سنة 2005.

## وصلات خارجية
- جايسون ألدين على موقع IMDb (الإنجليزية)
- جايسون ألدين على موقع ميوزك برينز (الإنجليزية)
- جايسون ألدين على موقع رولينغ ستون (الإنجليزية)
- جايسون ألدين على موقع إن إن دي بي (الإنجليزية)
- جايسون ألدين على موقع أول ميوزيك (الإنجليزية)
- جايسون ألدين على موقع ديسكوغز (الإنجليزية)
- جايسون ألدين على موقع قاعدة بيانات الفيلم (الإنجليزية)

- جايسون ألدين في قاعدة بيانات الأفلام على الإنترنت